# Berny Solórzano
Berny Gerardo Solórzano Chacón (San Ramón, 23 de julio de 1983)  es un futbolista costarricense que se desempeña como mediocampista y actualmente milita en COFUTPA Palmares de la Segunda División de Costa Rica.

## Selección nacional
Berny Solórzano solo suma un partido con la Selección de Costa Rica, y fue en un amistoso ante Austria que se realizó en el estadio Ernst Happel de Viena. Solórzano ingresó de cambio en el minuto 76 por Bryan Ruiz. Finalmente, la Selección empató a 2, ambos goles de Álvaro Saborío. 
| Partidos | Partidos | Partidos  | Partidos                | Partidos      | Partidos    | Partidos | Partidos           | Partidos      | Partidos |
| N°       | Rival    | Resultado | Fecha                   | Lugar         | Competencia | Goles    | Cambio             | DT            |          |
| -------- | -------- | --------- | ----------------------- | ------------- | ----------- | -------- | ------------------ | ------------- | -------- |
| 1        | Austria  | 2:2 (1:2) | 2 de septiembre de 2006 | Viena Austria | Amistoso    | -        | 76' por Bryan Ruiz | Carlos Watson |          |

## Clubes
| Club             | País       | Año               |
| ---------------- | ---------- | ----------------- |
| Carmelita        | Costa Rica | 2004              |
| Cartaginés       | Costa Rica | 2004 - 2007       |
| Alajuelense      | Costa Rica | 2007 - 2008       |
| San Carlos       | Costa Rica | 2008 - 2009       |
| Cartaginés       | Costa Rica | 2009 - 2010       |
| Herediano        | Costa Rica | 2010 - 2011       |
| Platense         | Honduras   | 2011              |
| Orión FC         | Costa Rica | 2011              |
| Carmelita        | Costa Rica | 2012 - 2014       |
| Huehueteco FC    | Guatemala  | 2015              |
| COFUTPA Palmares | Costa Rica | 2016 - actualidad |